# Кетрін Д. ДеАнджеліс
Кетрін Д. ДеАнджеліс (народилася  1940 року, місто Олд-Форджі, округ Лакаванна, штат Пенсильванія (coal-mining town in northeastern Pennsylvania)) — перша жінка та перший педіатр, яка стала редактором Журналу Американської медичної асоціації (Journal of the American Medical Association, JAMA) Вона також редагувала кілька інших медичних журналів. Перед тим як обійняти посаду редактора в JAMA  2000 року, ДеАнджеліс була професоркою та віце-деканкою з академічної роботи Медичної школи Університету Джонса Гопкінса. Вона є лауреаткою премії Джона Хоуленда 2015 року — найпрестижнішої нагороди, яку присуджує Американське педіатричне товариство (American Pediatric Society, APS). 

## Біографія
Кетрін ДеАнджеліс народилася та виросла в Олд-Форджі, округ Лакаванна, штат Пенсильванія.  1960 року вона закінчила трирічну програму підготовки зареєстрованих медсестер у Школі медсестер при лікарні загального профілю Скрентона й почала працювати в Медичному центрі Колумбійського університету, тоді відомому як Колумбійсько-пресвітеріанський медичний центр.
ДеАнджеліс мріяла стати лікаркою, і її вчитель хімії у старшій школі підтримав її та порадив подати документи до коледжу. Під час навчання в Університеті Вілкса вона продовжувала працювати медсестрою, заснувала клініку та проводила дослідження в галузі імунології. Потім вона перейшла до Піттсбурзького університету, де займалася дослідженнями, викладала й працювала в бібліотеці, щоб забезпечити себе під час здобуття медичного ступеня.  1969 року вона здобула ступінь доктора медицини.
ДеАнджеліс пройшла ординатуру з педіатрії в лікарні Джонса Гопкінса, а згодом здобула ступінь магістра громадського здоров’я в Гарвардському університеті, одночасно працюючи в місцевій медичній клініці. У цей період вона особисто стикнулася з проблемами доступності та вартості медичної допомоги й почала формулювати можливі рішення.

## Кар'єра
Вона змогла реалізувати деякі зі своїх ідей щодо покращення системи охорони здоров’я, коли отримала першу викладацьку посаду в Колумбійському коледжі лікарів. Наступною була посада в Університеті Вісконсина.  1978 року ДеАнджеліс повернулася до Університету Джонса Гопкінса, щоб очолити відділ загальної педіатрії та підліткової медицини.  1984 року її підвищили до професорки, і вона стала дванадцятою жінкою в історії університету, яка здобула це звання. Також вона обіймала посаду заступниці керівника Дитячого центру Джонса Гопкінса.
ДеАнджеліс виступала експерткою-свідком у судових справах, що стосувалися педіатричної медицини, зокрема в гучній справі Елізабет Морган.
У 1990 році вона була призначена віце-деканкою з академічної роботи та викладацького складу Медичної школи Джонса Гопкінса. Завдяки її керівництву та зацікавленості у просуванні жінок в академічному середовищі було створено більше можливостей для жінок, і багато з них отримали звання професора.
Вона отримала грант на впровадження нової навчальної програми для медичного факультету, яка з 1992 року робила акцент на практичному досвіді та безпосередньому контакті з пацієнтами.
1999 року ДеАнджеліс було призначено редакторкою Журналу Американської медичної асоціації (JAMA), а її посаду віце-декана обійняла Дженіс Е. Клементс. У липні 2011 року ДеАнджеліс повернулася до Університету Джонса Гопкінса, де обіймала низку посад, зокрема працювала спеціальною радницею декана та президенткою відділення «Альфа Меріленд» благодійної організації Phi Beta Kappa(«Фі Бета Каппа»).
1999 року ДеАнджеліса було призначено редактором «Журналу Американської медичної асоціації», а Дженіс Е. Клементс змінила ДеАнджеліса на посаді віце-декана.

## Автор і редактор
ДеАнджеліс у 1970-х роках опублікувала підручник «Первинна педіатрична допомога», третє видання якого вийшло 1984 року. Цей підручник та сама ДеАнджеліс часто цитувалися у популярних статтях з педіатрії. Разом із Френком А. Оскі, директором Дитячого центру Джонса Гопкінса, вона вела медичну колонку в The Baltimore Sun, а також публікувала численні статті у популярній пресі.
Вона є співавтором книги «Навчальна програма для двадцять першого століття» (2000) разом із Майклом М. Е. Джонсом.
ДеАнджеліс є авторкою або редакторкою 13 книг з педіатрії, медичної освіти та догляду за пацієнтами, професіоналізму, а також нещодавно опублікованих мемуарів «Прагнення до рівності в медицині: шлях однієї жінки». Вона також опублікувала понад 250 рецензованих статей, розділів та редакційних статей. Більшість її останніх публікацій зосереджені на професіоналізмі та чесності в медицині, конфлікті інтересів у медицині, жінках у медицині та медичній освіті. Її основні зусилля зосереджені на правах людини, особливо стосовно пацієнтів, медичних працівників та бідних верств населення.

## Нагороди та почесні відзнаки
Кетрін Д. ДеАнджеліс є колишнім членом ради та чинною членкинею Національної академії медицини США (National Academy of Medicine, раніше — Інститут медицини / Institute of Medicine).
Вона також є:
членкинею Американської асоціації сприяння розвитку науки (American Association for the Advancement of Science, AAAS);
членкинею Королівського коледжу лікарів Великої Британії (Royal College of Physicians);
колишньою головою Американської ради педіатрії (American Board of Pediatrics);
головою Ради з акредитації педіатричних спеціалістів (Accreditation Council for Pediatric Subspecialties);
головою Педіатричного комітету з розгляду резидентур при Американській раді з післядипломної медичної освіти (ACGME Pediatric Residency Review Committee).
Наразі вона входить до:
дорадчої ради Управління підзвітності уряду США (U.S. Government Accountability Office Advisory Panel);
ради опікунів Університету Піттсбурга (University of Pittsburgh Board of Trustees);
ради Каліфорнійського університету в Девісі (UC Davis Board of Councilors).
- Премія Джона Хоуленда (John Howland Award, 2015) — найвища нагорода, що присуджується Американським педіатричним товариством (American Pediatric Society) за видатний внесок у педіатрію[42]. Премія «Ловець у житі» за гуманізм (Catcher in the Rye Award for Humanitarianism, 2008) — нагорода Американської академії дитячої та підліткової психіатрії (AACAP) за гуманістичну діяльність у сфері охорони здоров’я[4][43].  Нагорода «Герой політики охорони здоров’я» (Health Policy Hero Award, 2010) — присуджується Національним центром медичних досліджень (National Center for Health Research) за адвокацію прозорості у медицині та етичних дослідженнях[44][45].  Премія Рональда МакДональда за медичну досконалість (Ronald McDonald Award for Medical Excellence) — включає грант у 100 000 доларів, спрямований на підтримку дитячих ініціатив у лікарні Джонса Гопкінса[46].  Премія за життєві досягнення (Lifetime Achievement Award) — від Асоціації американських медичних коледжів (AAMC) за видатну академічну та адміністративну кар’єру[47][48].  Почесні докторські ступені — Кетрін Д. ДеАнджеліс отримала щонайменше 7 почесних ступенів з університетів США та Європи[49]  Членство у престижних наукових товариствах — обрана до Американської асоціації сприяння розвитку науки (AAAS) та Королівського коледжу лікарів Великої Британії (FRCP)[50]